# グンカンドリ属
グンカンドリ属（グンカンドリぞく、学名 Fregata）は、鳥類カツオドリ目グンカンドリ科 Fregatidae の唯一の属である。

## 特徴

### 分布

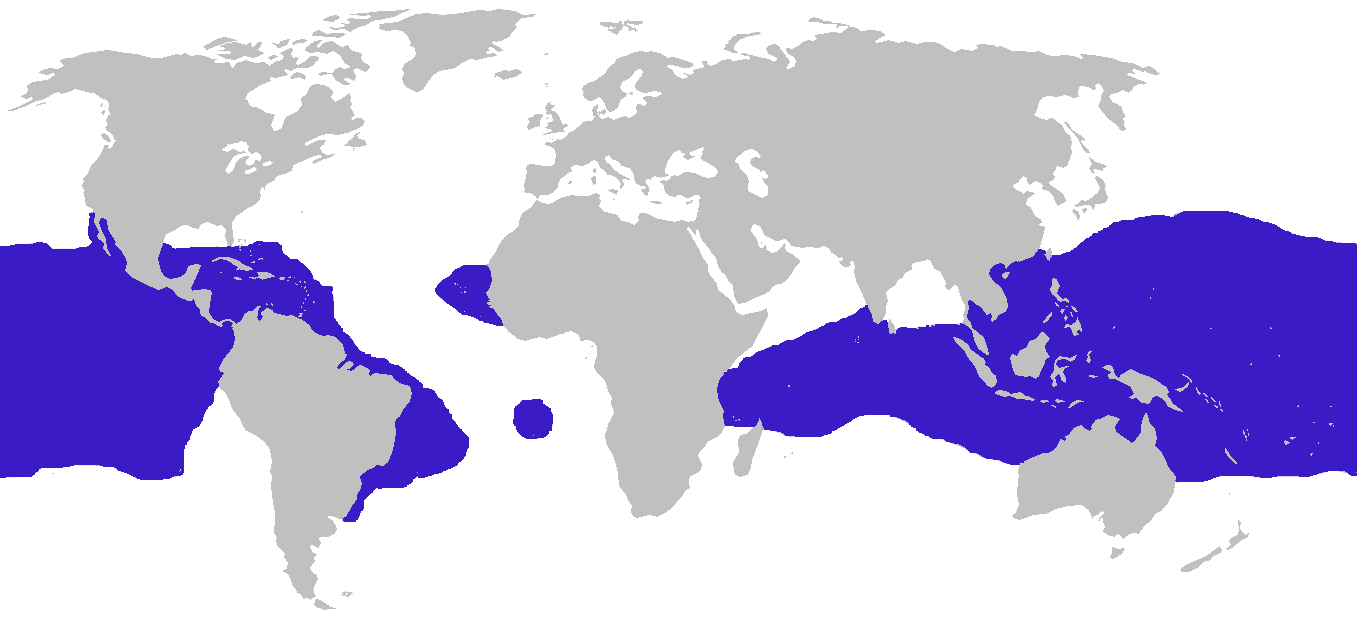
グンカンドリ属の分布域

世界の熱帯・亜熱帯に広く分布するが、主な分布域は太平洋とインド洋、及びカリブ海で、大西洋での分布域は限られる。

### 形態
全身は黒や黒褐色の羽毛で覆われるが、一部が白い羽毛で覆われる種が多い。尾羽は長く、アルファベットの「V」字状。翼は大型で角張り、先端が尖る。嘴は大型で、先端は鉤状。
蹼（水かき）が不完全で趾（足指）の間に切れ込みがあり、第4趾が前後に可動する欠全蹼足である。これに対しペリカン目の多くは、4本の趾全てが蹼でつながっている全蹼足、一部（旧コウノトリ目）は水かきが発達していない通常の3前趾足である。

### 生態
熱帯の海洋に生息する。
食性は動物食で、魚類や軟体動物を食べる。水面付近にいる獲物を飛翔しながら捕食するが、他の海鳥（特にカツオドリ科の鳥）の餌を吐き出すよう強いるために襲う習性でも知られる。グンカンドリ類は、高度な飛翔能力を持つ一方で羽毛の撥水性が悪いため、海鳥でありながら泳ぐことが出来ない。それゆえ水面には降りず、常に飛翔しながら餌となるものを捕る。
繁殖形態は卵生。集団繁殖地（コロニー）を形成する。オスは頭を反らし翼を振るわせ、喉袋を膨らませて嘴を打ち合わせたり鳴き声をあげてメスに求愛する。主に樹上に巣を作り、1回に1個の卵を産む。オスが巣材を集め、メスが営巣する。

## 分類と系統

### 位置づけ
グンカンドリ科はウ科+ヘビウ科+カツオドリ科と姉妹群である。
古い分類では欠全蹼足という特徴から単独でグンカンドリ亜目 Fregatae に分類され、ペリカン目の主流のペリカン亜目と区別されたが、この分類は系統的ではない。
現在ではカツオドリ目に分類されている。
グンカンドリ亜目に含める分類
|  | \| \| ヘビウ科 \| \| \| \| \| \| ウ科 \| \| \| \| |
|  |                                                   |
|  | カツオドリ科                                      |
|  |                                                   |
|  | ヘビウ科                                          |
|  |                                                   |
|  | ウ科                                              |
|  |                                                   |

|  | ヘビウ科 |
|  |          |
|  | ウ科     |
|  |          |

|  | \| \| ヘビウ科 \| \| \| \| \| \| ウ科 \| \| \| \| |
|  |                                                   |
|  | カツオドリ科                                      |
|  |                                                   |
|  | ヘビウ科                                          |
|  |                                                   |
|  | ウ科                                              |
|  |                                                   |

|  | ヘビウ科 |
|  |          |
|  | ウ科     |
|  |          |

|  | ペリカン科+シュモクドリ科+ハシビロコウ科 |
|  |                                          |
|  | トキ科+サギ科                            |
|  |                                          |

|  | \| \| ヘビウ科 \| \| \| \| \| \| ウ科 \| \| \| \| |
|  |                                                   |
|  | カツオドリ科                                      |
|  |                                                   |
|  | ヘビウ科                                          |
|  |                                                   |
|  | ウ科                                              |
|  |                                                   |

|  | ヘビウ科 |
|  |          |
|  | ウ科     |
|  |          |

|  | \| \| ヘビウ科 \| \| \| \| \| \| ウ科 \| \| \| \| |
|  |                                                   |
|  | カツオドリ科                                      |
|  |                                                   |
|  | ヘビウ科                                          |
|  |                                                   |
|  | ウ科                                              |
|  |                                                   |

|  | ヘビウ科 |
|  |          |
|  | ウ科     |
|  |          |

|  | ペリカン科+シュモクドリ科+ハシビロコウ科 |
|  |                                          |
|  | トキ科+サギ科                            |
|  |                                          |

カツオドリ目に含める分類
| カツオドリ目 | \| \| グンカンドリ科 \| \| \| \| \| \| ヘビウ科 \| \| \| \| \| \| ウ科 \| \| \| \| \| \| カツオドリ科 \| \| \| \| |
|              | \| \| グンカンドリ科 \| \| \| \| \| \| ヘビウ科 \| \| \| \| \| \| ウ科 \| \| \| \| \| \| カツオドリ科 \| \| \| \| |
|              | グンカンドリ科 |
|              | |
|              | ヘビウ科 |
|              | |
|              | ウ科 |
|              | |
|              | カツオドリ科 |
|              | |

### 種
5種が属する。
- Fregata andrewsi シロハラグンカンドリ Christmas Island Frigatebird
- Fregata aquila メスグログンカンドリ Ascension Frigatebird
- Fregata ariel コグンカンドリ Lesser Frigatebird
- Fregata magnificens アメリカグンカンドリ Magnificent Frigatebird
- Fregata minor オオグンカンドリ Great Frigatebird

## 人間との関係
開発による生息地の破壊、人為的に移入された動物による捕食などにより生息数が減少している種もいる。

### 名称について
本科の構成種の総称である“グンカンドリ（軍艦鳥）”との和名は英名の意訳で、英名は大型で全身が黒い羽毛で覆われることと、前述のように他の鳥類の獲物を奪う事に由来する。
英名の“Frigate bird（フリゲイトバード）”の“Frigate（フリゲイト／フリゲート）”とは、軍艦の艦種区分の一つで、この語が指すものは時代やそれを区分する国によって異なるが、元来は帆船時代に戦列艦（戦艦）よりも小型・高速・軽武装の遊撃艦を指した。
日本では“Frigate”に対して漢字の訳語が与えられなかったため、カタカナ書きで「フリゲイト（艦）」と表記されるが、本属の和名としては、個別の艦種区分ではなく大分類としての「軍艦（ぐんかん）」が用いられている。
なお、和名として英名を直訳した「フリゲイト鳥」と呼称・表記されることは、現在では通常はないが、英語の文献その他を直訳した例として「フリゲイト鳥」と表記されている例がある。また、日本の海軍省が1883年より刊行した『寰瀛水路誌』（かんえいすいろし）には
の記述があり、和名が“グンカンドリ”と確定する以前にはこの呼称が公式にも用いられていたことがわかる。

### グンカンドリ狩り
ナウル共和国ではグンカンドリ狩りがおこなわれる。伝統的な娯楽であり、ナウルの男性は、この鳥を生きたまま捉える。その方法は紐の先に重りをつけた仕掛けをつけ、放りあげて鳥を絡ませて捉える。一定の期間飼育してまた放たれる。女性は狩場の近くに立ち入ることも許されない。たくさん捉えて飼育する男性は尊敬される。